# ホテルマリオ
『Hotel Mario』（ホテルマリオ）は1994年にファンタジーファクトリーが開発、フィリップスインタラクティブメディアと任天堂がフィリップス CD-i向けに発売したコンピュータパズルゲームである。日本国内では未発売。ゲームの主人公マリオを操作し、キノコ王国にある7つのクッパホテルを巡ってピーチ姫を救出することが目的である。全てのホテルは複数のステージに分かれており、各ステージで全ての扉を閉めることを目指す。各ホテルの最終ステージでコクッパを倒すことで次のホテルへ進むことができる。
任天堂は、フィリップスに対してスーパーファミコン/Super NESの周辺機器の製造を認めないことを決定し、代わりにフィリップスのCD-iでのゲームにおいて任天堂のキャラクターの使用を許可した。開発期間や資金はあまり充てられず、任天堂は開発に関してわずかばかりしか協力しなかった。
ライセンスによる他者制作のゲームは広く批判されたが、中でも『ホテルマリオ』は閉まる扉のアニメーションやコントローラーの反応の悪さ、そして特に途中に入るフルモーションビデオのアニメーションの質の低さを理由に、海外においてマリオシリーズ史上最も出来の悪い作品の一つと評価されることもあった。CD-iは商業的失敗とみなされ、CD-iのゲームはその希少性ゆえに貴重なものとなっている。

## ゲーム内容
一人プレイではマリオ、二人プレイでは兄のマリオあるいは弟のルイージを操作し、ゲーム内の7つのホテル全てのステージ攻略を目指す。最初の6つのホテルは10ステージ、最後のホテルは15ステージ構成となっている。時間制限内にステージの全ての扉を閉めることで次のステージへと進むことができる。しかし、扉を閉める目的自体は言及されていない。ステージはすべて5階立てで、エレベーターは各ホテルで動きが異なっており、そのエレベーターに乗って階を移動できる。ステージを速くクリアすることでより多くの得点を稼ぐことができる。ステージに入る前にステージ名の書かれた画面が現れ、その際にセーブすることができる。その画面からはそれまでにクリアしたホテルのステージやキノコ王国の地図を見ることができ、そこから一度クリアしたホテルへと移動することができる。
ステージ内で扉を閉める道中でマリオは様々な危険を乗り越えなければならない。妨害する敵や障害が存在し、敵との接触、時間切れ、足場外への移動や、時間経過によって全ての扉が開かれた状態になることでマリオの残機が1つ減る。登場する敵は、クリボー、ノコノコ、テレサなど主にマリオシリーズで定番のキャラクターである。各ホテルの最終ステージでは7人のコクッパのうちの1人が敵として立ちはだかり、それぞれが異なるやり方でマリオを攻撃してくる。
通常状態のマリオでは敵に当たっても1度は耐えることができ、たいていの敵は踏みつけることで倒せる。閉まっている扉を開くと時々、様々な能力を授けるアイテムが現れる。キノコを取るとオーバーオールが光った状態のスーパーマリオに変身し、敵に当たっても2度は耐えることができる。スーパーマリオの状態ではキノコではなくファイアフラワーが現れ、取るとファイアマリオに変身し火の玉を放って敵を倒すことができる。ファイアマリオの状態のときのみ、海外では「エクストラマリオマッシュルーム」「トード」として知られている1UPキノコが現れる。コインを30枚集めることでもマリオの残機を増やすことができる。また、スターが現れることもあり、取ると一定時間敵に触れただけで倒すことができる。

## ストーリー
ゲームの舞台はクッパたちによってホテルリゾートに変えられたキノコ王国である。クッパは自身と子供たちが利用するために王国を「クラブクッパリゾート」というホテルリゾートに作り変えてしまっていたのである。リゾート内のホテルはそれぞれコクッパ7人衆のうちの1人とその子分たちによって守られている。ホテルは皆様相が異なり、建てられている場所も木の中や鉱山、雲の上などさまざまである。
マリオとルイージはピーチ姫からピクニックの誘いを受け、キノコ王国へと向かう。しかし、王国の入り口でクッパからのメッセージを見つける。その内容は、クッパが王国を乗っ取って7つのホテルを建設し、ピーチ姫を「客」として永遠に閉じ込めておく、というものだった。マリオとルイージは最初の6つのホテルを訪れるたびに姫を見つけるが、いつも目の前からいなくなって他のホテルへ移されてしまう。2人は最終的にクッパのいる宮殿にたどり着く。ホテルの所有者を倒し、ホテルが崩れる前に2人の兄弟は姫とともに逃げ出す。姫はやっとキノコ王国を平和に治めることができ、お礼を言って2人にキスをする。

## 開発
| エグゼクティブプロデューサー                         | スティーブン・ラドッシュ                                                            |
| プロデューサー                                       | マイケル・アン                                                                      |
| プロジェクトエンジニアリング                         | ケヴィン・ゴールドバーグ トム・ロフ スティーブ・マーティン ケヴィン・Ｖ・Ａ・ハント |
| アソシエイトプロデューサー                           | ジャニス・コンバリー                                                                |
| 美術ディレクター                                     | ジェフ・ゾーエルン                                                                  |
| 美術                                                 | ミレーナ・キム                                                                      |
| スプライトアニメーション                             | パット・キャンベル                                                                  |
| ホテル背景デザイン                                   | トリシ・ヴェノラ                                                                    |
| アニメーションシークエンス, アニメーションエフェクト | テリー・オブライエン キャシー・スウェイン ボニータ・ヴァーシュ                      |
| 音楽プロデューサー                                   | リサ・ブレンナイス                                                                  |
| テーマ曲                                             | ジャック・レヴィ                                                                    |
| 声優                                                 | マーク・グラウェ ジョスリン・ベンフォード                                           |
| オリジナルゲームデザイン                             | スティーブン・ラドッシュ                                                            |
| ゲーム技術プロデューサー                             | ケヴィン・ゴールドバーグ                                                            |

1991年5月、任天堂はソニーとSuper NES用CD-ROM周辺機器を共同開発していたがうまくいかず、任天堂とフィリップスとで提携を結び再びCD-ROM周辺機器の開発に臨んだ。しかし、メガCDが世間にあまり浸透しなかったことから任天堂は開発中の拡張機器が有用ではないと考え、開発計画は完全に白紙となった。提携解消に際し、任天堂はCD-iのゲームにおいて、マリオ、ルイージ、ピーチ姫など5人の代表するキャラクターの使用権をフィリップスに認めた。そのため、フィリップスはCD-iのゲームに任天堂のキャラクターを使用し、任天堂はフィリップスのCD-iのゲームに関してキャラクターの見た目等に手を加えただけで開発には参加していない。『ホテルマリオ』に加えて『スーパーマリオのワッキーワールド』でもマリオに出てくるいろいろなキャラクターを起用する予定だったが、試作段階でそのゲームの開発が中止された。『ホテルマリオ』はステージ領域が1つの画面に固定されたパズルゲームであった一方、『ワッキーワールド』は横スクロールプラットフォーム・ゲームの『スーパーマリオワールド』をCD-iに応用させたものとして企画された。CD-i版『ゼルダの伝説』シリーズとは異なり、『ホテルマリオ』は他会社ではなくフィリップスの開発チームであるファンタジーファクトリーが開発した。
『ホテルマリオ』ではいくつかのアニメーションのカットシーンが入る。そのシーンではマリオとルイージが話し合いながら次のホテルへ進む場面が描かれている。さらに「ホテルのクリアの仕方が分からなければ、同封してある説明書を読んでね！」というようにプレイヤーにヒントを示すこともある。マリオ兄弟の声をマーク・グラウェ、ピーチ姫の声をジョスリン・ベンフォードが務めた。『ホテルマリオ』ではCD-iのフルモーションビデオに加えて、システムの内部時計を利用して日付によって異なるメッセージが表示される仕様になっている。
ホテルのステージの背景デザインはフリーランスのアーティスト、トリシ・ヴェノラが設計した。ヴェノラが『ホテルマリオ』の最初の背景を見たとき、彼女はそれを「個性がない」「視覚的に面白くない」と評し、美術ディレクターのジェフ・ゾーエルンとともにディズニーとJ・R・R・トールキンを参考にすることに決めた。ステージのイラストはいくつかの区画から構成されており、それぞれが細かく特徴づけられている。ヴェノラが最初に設計したのは扉のデザインである。全てのホテルのデザインが特定のテーマに沿うように作られており、例えばクッパのホテルはゴシック調でデザインされている。各ステージは1週間で全てのデザインを完成させた。

## 評価
『ホテルマリオ』が発売されると、ゲーム雑誌の『月刊エレクトロニックゲーミング』や『ゲームプロ』から様々な評価が与えられた。『月刊エレクトロニックゲーミング』は、ホテルマリオは単純だがクセになる、と評し、ゲームプロは、ホテルマリオは面白いがすぐに飽きられてしまうだろう、と評して面白さを5段階評価で2.5点をつけた。
発売から数年後、『ホテルマリオ』は史上最悪のゲームの1つと評された。2005年に『月刊エレクトロニックゲーミング』がマリオをもっとも素晴らしいゲームキャラクターとして選んだとき、『ホテルマリオ』はマリオにとって最も情けない瞬間だった、だと話した。またゲーム情報サイト、エヌ‐ヨーロッパではマリオシリーズの中で最も出来の悪い2Dプラットフォーム・ゲームとして記載された。 そのサイトではボスとの戦いの場面が「独特のひどさ加減」であると評し、ホテルマリオはいわゆる「クソゲー」と記された。
ゲーム情報サイトIGNでは『ホテルマリオ』はCD-i版『ゼルダの伝説』シリーズのそれぞれの作品よりは面白いゲームだが、「扉を閉めてまわる」ことが人々をずっと熱中させるほどのものではなかったと記された。『ワイアード』誌のクリス・コーラーは『ホテルマリオ』を「パズルのないパズルゲーム」と述べ、このことが任天堂がCD-ROM媒体にあまり良い印象を持たなかった理由の1つだと推測した。ゲームレイダーでは「とてもひどいゲーム」と、ユーロゲーマーは「『エレベーターアクション』をものすごくゴミにしたようなゲームに過ぎない」と評した。
1994年のゲームプロの批評では、5段階評価でグラフィックは3.5点、音楽は4点をつけられているが、「『ホテルマリオ』で興味を惹く点はよくできたアニメーションだけである」と記された。『ホテルマリオ』の発売から数年後、カットシーンはゲームサイトからの批判の対象となり、1UP.comでは「あからさまにひどい」と記載された。IGNでは、「ひどい」「1987年のマイクロソフトペイントの絵を使ったつまらないパラパラ漫画のようだ」と述べられた。アニメーションの声に関しても疑問の残るところであった。1UP.com、IGNは共に、声質がキャラクターにあっておらず、現在のマリオとルイージの声優チャールズ・マーティネーのようなコミカルさが感じられないと考えていた。『ホテルマリオ』は史上最もつまらないマリオゲーム20作品のなかに入っていた。